# Fotometrija (astronomija)
Fotometrija, od grčkog photo- („svetlost”) i -metry („mera”), tehnika je koja se koristi u astronomiji kojom se meri fluks ili intenzitet svetlosti koju zrače astronomski objekti. Ova svetlost se meri kroz teleskop koristeći fotometar, obično napravljen koristeći elektronske uređaje kao što je CCD fotometar ili fotoelektrični fotometar koji konvertuje svetlost u električnu struju putem fotoelektričnog efekta. Kada su kalibrisani prema standardnim zvezdama (ili drugim izvorima svetlosti) poznatog intenziteta i boje, fotometri mogu da mere sjajnost ili prividnu veličinu nebeskih objekata.
Metode koje se koriste za izvođenje fotometrijskih merenja zavise od režima studiranih talasnih dužina. U svojom najosnovnijejm vidu, fotometrija se sprovodi prikupljanjem svetlosti i prolaskom kroz specijalizovane fotometrijske optičke pojasne filtre, a zatim hvatanjem i snimanjem svetlosne energije pomoću fotosenzitivnog instrumenta. Definisani su standardni setovi propusnih opsega (koji se nazivaju fotometrijski sistem) kako bi se omogućilo tačno poređenje opažanja. Naprednija tehnika je spektrofotometrija, u kojoj se merenja vrše pomoću spektrofotometra i utvrđuje se količina radijacije i njena detaljna spektralna distribucija.
Fotometrija se isto tako koristi u posmatranju promenljivih zvezda, pri čemu se koriste tehnike kao što je diferencijalna fotometrija, kojom se simultano meri sjajnost ciljnog objekta i obližnjih zvezda u zvezdanom polju ili relativna fotometrija kojom se poredi sjajnost ciljnog objekta sa zvezdama čiji sjaj je poznate fiksne veličine. Upotreba više pojasnih filtera u relativnoj fotometriji naziva se apsolutna fotometrija. Grafikon magnitude u odnosu na vreme proizvodi krivu svetlosti, što daje značajne informacije o fizičkom procesu koji uzrokuje promenu osvetljenosti. Precizni fotoelektrični fotometri mogu da mere zvezdanu svetlost do oko 0,001 magnitude.
Tehnika površinske fotometrije se isto tako može koristiti za druge objekte, kao što su planete, komete, magline ili galaksije čija prividna magnituda se može izraziti u vidu magnituda po kvadratnoj ugaonoj sekundi. Poznavanje područja objekta i prosečnog intenziteta svetlosti preko astronomskog objekta određuje površinski sjaj u smislu magnitude po kvadratnoj ugaonoj sekundi, dok se integracijom ukupnog svetla proširenog objekta može izračunati sjaj u smislu njene ukupne magnitude, energetski izlaz ili luminoznost po jedinici površine.

## Metodi
Fotometeri koriste specijalizovane filtere standardnih opsega duž ultraljubičastih, vidljivih, i infracrvenih talasnih dužina elektromagnetnog spektra. Svaki primenjeni set filtera sa poznatim svojstvima transmisije svetlosti se naziva fotometrijski sistem, i omogućava utvrđivanje određenih svojstava o zvezdama i drugim tipovima astronomskih objekata. Nekoliko važnih sistema se regularno koristi, kao što je UBV sistem (ili prošireni UBVRI sistem), blisko infracrveni JHK ili Stremgrenov uvbyβ sistem.
Istorijski, fotometrija od blisko-infracrvenih do kratkih ultraljubičastih talasnih dužina je vršena pomoću fotoelektričnog fotometra, instrumenta koji meri svetlosni intenzitet pojedinačnog objekta putem usmeravanja njegovog svetla na fotosenzitivnu ćeliju kao što je fotomultiplikatorska cev. Fotometri su u velikoj meri zamenjeni CCD kamerama koje mogu da simultano prikazuju više objekata, iako se fotoelektrični fotometri i dalje koriste u posebnim situacijama, kao kad je neophodna fina vremenska rezolucija.

## Magnitude i indeksi boja
Moderne fotometrijske metode definišu magnitude i boje astronomskih objekata pomoću elektronskih fotometara gledano kroz standardne obojene pojasne filtere. Ovo se razlikuje od drugih izraza prividne vizuelne magnitude koje ljudsko oko vidi ili se dobija fotografijom: koji se obično pojavljuju u starijim astronomskim tekstovima i katalozima.
Magnitude merene fotometrima u pojedinim ustaljenim fotometrijskim sistemima (UBV, UBVRI ili JHK) se obeležavaju velikim slovima . npr. „V”, „B”, etc. Druge magnitude procenjene ljudskim okom se izražavaju koristeći mala slova. npr. „v”, „b” ili „p”, etc. npr. vizuelne magnitude kao , fotografske magnitude su  ili fotovizuelne magnitude  ili . Stoga, 6. magnituda zvezde može da bude navedeno kao 6.0V, 6.0B, 6.0v ili 6.0p. Budući da se zvezdana svetlost meri na različitim opsezima talasnih dužina širom elektromagnetnog spektra i da na merenja utiču različite instrumentalne fotometrijske osetljivosti na svetlost, ona nisu nužno ekvivalentne numeričkoj vrednosti. Na primer, vidljiva jačina u UBV sistemu za solarnu zvezdu 51 Pegasi je 5.46V, 6.16B ili 6.39U, što korespondira magnitudama uočenim kroz vizuelni 'V', plavi 'B' ili ultraljubičasti 'U' filtar.
Razlike magnituda između filtera ukazuju na razlike boja i zavisne su od temperatura. Koristeći B i V filtre u UBV sistemu formira se B–V indeks boja. Za 51 Pegasi, B–V = 6.16 – 5.46 = +0.70, sugeriše postojanje žuto obojene zvezde koja odgovara spektralnom tupu G2IV. Iz poznavanja B–V rezultata se određuje temperatura površine zvezde, što je za dati primer 5768±8 K.
Još jedna važna primena indeksa boja je grafičko prikazivanje uočljive veličine zvezde u odnosu na B–V indeks boja. Time se formiraju značajni odnosi između setova zvezda u Hercšprung—Raselovim dijagramima, koji je za zvezde uočljiva verzija tog vida dijagrama. Tipično fotometrijska merenja višestrukih objekata dobijenih kroz dva filtera će pokazati, na primer u otvorenom klasteru, omogućuju uporednu zvezdanu evoluciju između zvezdanih komponenti ili određivanje relativne starosti klastera.
Usled velikog broja različitih fotometrijskih sistema koje astronomi koriste, postoji mnogo izraza magnituda i njihovih indeksa. Svaki od tih novijih fotometrijskih sistema, izuzev UBV, UBVRI ili JHK sistema, dodeljuje velika i mala slova korištenim filterima. Na primer, magnitude koje koristi Gaja su 'G' (sa plavim i crvenim fotometrijskim filterima,  i ) ili Stremgrenov fotometrijski sistem sa svojim malim slovima 'u', 'v', 'b', 'y', i dva uska i širokim 'β' (vodoničnim beta) filterima. Pojedini fotometrijski sistemi isto tako imaju izvesne prednosti. Stremgrenova fotometrija se može koristi za merenje efekata crvenog pomaka i međuzvezdanog gašenja. Stremgrenov pristup omogućava izračunavanje parametara od b i y filtera (indeksa boja  − ) bez efekta crvenog pomaka, kao indeksi  1 i  1.

## Spoljašnje veze
- „Photometry Links”. CSIRO : Australian Telescope National Facility.